# Khasan Khalmurzaev
Khasan Magometovich Khalmurzaev (em russo:  Хасан Магометович Халмурзаев; Nazran, 9 de outubro de 1993) é um judoca russo da categoria até 81 quilos. 
Nos Jogos Olímpicos de 2016 obteve a medalha de ouro ao vencer na luta final o estadunidense Travis Stevens.